# Bengt I. Lindskog
Bengt Ingvar Lindskog, född 11 mars 1929 i Karlskrona, död 20 november 2021 i Skånebyn, Hjärup, var en svensk kirurg, medicinsk lexikonskribent, medicinhistoriker och professor. Lindskog blev 1988 förste ordinarie professor i medicinens historie vid Köpenhamns universitet. Någon liknande tjänst fanns då inte i Sverige.
Lindskog var från 1955 gift med Gunvor, född Strand (1931–2020), fil.mag. och språklärare på högstadiet. 
Paret fick fyra barn och tio barnbarn.

## Biografi
Lindskog tog studentexamen på latinlinjen vid Karlskrona högre allmänna läroverk och började sina medicinstudier vid Lunds universitet 1950. Den första studietiden kombinerade han med forskning och undervisning som amanuens i histologi/embryologi. I samband med att han blev legitimerad läkare, började han på fritiden studier i allmän historia vid humanistiska fakulteten vid Lunds universitet för professor Jerker Rosén fram till dåtida tre betyg.
Utbildningen till kirurg putsades vid Malmö allmänna sjukhus (MAS) under 1960-talet med disputation för medicine doktorsgraden 1970. Avhandlingen handlade om kvarblivna stenar i gallgången efter operation. Lindskog erhöll en docentur i kirurgi 1971.
Lindskog fortsatte forskning i medicinens historia samt bedrev från 1963 öppna föreläsningar i ämnet vid Lunds universitet. 1964 skapade han Sydsvenska medicinhistoriska sällskapet i Lund (SMHS), med senare start av museum och bibliotek. Lindskog var även utgivare och redaktör för de första 12 årsskrifterna, som fylldes av originalartiklar. Föreningen arrangerade en nordisk medicinhistorisk kongress i Lund 1971.
Under åren 1974–1989 var han företagsläkare och drev en nystartad företagshälsovård i Lund
Från 1974 övertog Lindskog redigeringen och författarskapet för lexikonet Medicinsk terminologi. Lexikonet blev landets ledande med sin senaste upplaga 2019. Medicinsk miniordbok utkom första gången 1978 och senare i flera utgåvor fram till 2011.
Han var son till marinläkaren, överläkaren i kirurgi, Algot Lindskog och hans hustru författaren Inga Lindskog.
Lindskog var också brorson till journalisten och redaktören Oscar Lindskog.

## Tiden vid Köpenhamns Universitet
I professorstjänsten ingick att vara chef för medicinska fakultetens medicinhistoriska museum. Lindskog fick då fram fem medicine doktorsavhandlingar och två Ph.D.-avhandlingar. År 1990 skapade Lindskog en årsskrift för museet i Köpenhamn under namn SET & SKET. Samma år var Lindskog president för en internationell kongress i medicinens historia i Köpenhamn. Då initiativet till det vetenskapliga sällskapet European Association of the History of Health and Medicine (EAHM). Lindskog blev vald till dess vice president för åren 1991-1999.  Han innehade dessutom mellan åren 1991-1995 presidentskapet i Société Internationale d’Histoire de la Medicine.

## Föreningsengagemang
Lindskog har grundat flera föreningar. Ett exempel är en lokalförening av Sveriges Äldre läkare. Den skapades i Skåne år 2001 med namnet Skåne-SÄL. År 2004 organiserade dess styrelse en 3-dagars kongress i Lund för 400 deltagare från hela Sverige, där Lindskog i egenskap av ordförande i Skåne-SÄL var president.
Ett annat exempel på engagemang  är hans medlemskap i det kulturella Sällskapet Heimdall i Malmö sedan 1967. 
Lindskog var med i dess styrelse i 30 år, varav de sista fem såsom ordförande.
Han fick uppdraget att leda kommittén för firandet av sällskapets 125-årsjubileum samt ingick i redaktionen för jubileumsboken och blev särskilt firad, när han som äldste medlem varit aktiv i 50 år 2017. 
Under sin pensionering var Lindskog guide på Livets museum, som  är SMHS:s medicinhistoriskt museum i Lund.

## Hedersuppdrag
Lindskog var 1988 Köpenhamns Universitets representant i Rom, när påven beatificerade (första steget mot helgonförklaring) den dansken anatomen, och senare katolske biskopen, Nicolas Steno (Niels Stensen), död 1775. 
Lindskog representerade även Köpenhamns Universitet år 1994 när medicinska fakulteten vid Oslo Universitet firade 150 år. Han hyllade den historiska tilldragelsen med ett tal på latin.
Såsom bisyssla till professuren blev han medlem av redaktionen för Bibliotek for Læger, utgivet av Almindelige Danske Laegeforening. Tidskriften kom ut med sitt första nummer år 1809 och har sedan 1821 utkommit med flera nummer per år. Därmed är den världens äldsta ännu utkommande medicinska tidskrift. Han arbetade där 11 år till och med 2001.
Ett annat sidoprojekt blev uppdraget att vara Svenska Akademiens Ordboks (SAOB:s) sakkunnige inom ämnet medicin. 
Detta pågick åren 1971-2002. Detta uppdrag ledde bland annat till inval i Språkkommittén, som Svenska Läkaresällskapet i Stockholm startade 1987. Under den tiden var Lindskog dess ordförande åren 2000-2002 och han fick delta i moderniseringen av det svenska medicinska språket.

## Ledamotskap i akademier och lärda samfund
- 1967 korresponderande ledamot i Dansk Medicinhistorisk Selskab
- 1977 ledamot i International Academy of the History of Medicine
- 1984 ledamot i Royal Society of Medicine, London
- 1987–2001 medlem vid starten i Svenska Läkaresällskapets språkkommitté, sista året som ordförande
- 1990 initierat European Society of the History of Health and Medicine och 1991-1999 dess vice-President
- 1991–1995 vice-President i Société Internationale d’Histoire de la Medicine
- 1995 ledamot av Vetenskapssocieteten i Lund
- 2002 utländsk ledamot av Finska Läkaresällskapet
- 2002 hedersledamot i Sällskapet Heimdall

## Priser och utmärkelser
- Svenska scoutförbundets förtjänstmärke (1954)
- Svenska Läkaresällskapets Minnesmedalj  (2001)